# Heliografische Koordinaten

Heliografische Koordinaten auf der Sonnenkugel (orange Pfeile zeigen die Richtung zu- bzw. abnehmender Breite B bzw. Länge L an)

Das System der Heliografischen Koordinaten dient zur Angabe genauer Positionen auf der Oberfläche der Sonne. Die beiden Kugelkoordinaten beziehen sich auf das mittlere Höhenniveau der Photosphäre (sichtbare Begrenzung des Sonnenrandes) und werden als
- heliografische Breite und
- heliografische Länge bezeichnet.

Sie werden analog der geografischen Breite und Länge definiert, der Erdoberfläche entspricht dabei das mittlere Höhenniveau der Photosphäre. Die heliografischen Koordinaten beziehen sich aber (im Gegensatz zu den Breiten- und Längenangaben auf der Erde) nicht auf ein Ellipsoid, sondern eine exakte Kugel. Zudem muss, anders als auf der Erde, bei der Positionsbestimmung die differentiellen Rotation, d. h. die je nach Breitenkreis unterschiedlichen Umlaufzeit eines Punkte auf der Sonnenoberfläche berücksichtigt werden.
Die Bezeichnung heliografisch kommt aus dem Griechischen für Sonne (Hελios, Helios) und zeichnen/beschreiben (γραφειν, grafe·in). Sie wurde in Analogie zur Selenografie in die Astronomie eingeführt, als sich der Schwerpunkt der Sonnenforschung von der Astrometrie zur Sonnenphysik verlagerte und rechnerische Modelle der Sonnenrotation erforderlich wurden.

## Heliografische Breiten- und Längenkreise

Rotationsachse, Äquator, Zentral- und Nullmeridian

Die Sonne weist eine Rotation auf, deren Drehsinn der Umlaufrichtung der Erde um die Sonne gleicht, sie rotiert prograd. Die beiden Punkte, an denen die Rotationsachse die Sonnenkugel durchstößt, sind die Sonnenpole. Der nördliche Sonnenpol ist derjenige, der von der Erde aus gesehen, in Richtung Himmelsnord-Hemisphäre weist. Vom Sonnennordpol aus gesehen dreht sich die Sonne gegen den Uhrzeigersinn. West liegt in Richtung der Drehung, Osten in der entgegengesetzten Richtung; Längengrade werden im Fall der Sonne – anders als bei vielen anderen Himmelskörpern – in Rotationsrichtung aufsteigend gezählt.
Senkrecht zur Rotationsachse in einer Ebene mit der Mitte der Sonnenkugel verläuft der Sonnenäquator. Er definiert die heliografische Breite von Null. Nach Norden hin nimmt die heliografische Breite bis zu 90° am Nordpol zu, nach Süden nimmt sie Werte von bis −90° am Südpol an. Zur Festlegung von Längenkreisen gibt es zwei Herangehensweisen: Längenkreise, die mit der Sonne rotieren, oder Längenkreise, die relativ zum Beobachter feststehen.

### Carrington-Koordinaten
Carrington-Koordinaten sind anhand von mit der Sonne rotierenden Merdianen definiert. Die Festlegung des Nullmeridians der Sonne erfolgte willkürlich. Der Carrington-Nullmeridian, benannt nach dem britischen Astronomen Richard Christopher Carrington, ist der Längenhalbkreis, der am 1. Januar 1854 um 12 Uhr Weltzeit durch den aufsteigenden Knoten des Sonnenäquators – den Schnittpunkt des Äquators mit der Ekliptik in Rotationsrichtung – verlief. Dieser Nullmeridian war am 9. November 1853 gleich dem Zentralmeridian, also dem Längenkreis, der zu diesem Zeitpunkt von der Erde ausgesehen (scheinbar) senkrecht zum Sonnenäquator durch die Mitte der Sonnenscheibe verlief. Ausgehend von diesem Nullmeridian verlaufen Längengrade von −180° im Osten bis +180° im Westen.

### Stonyhurst-Koordinaten

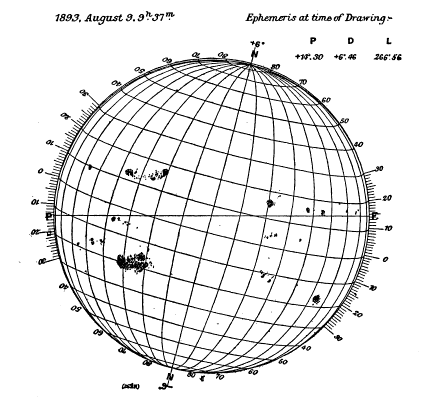
Stonyhurst-Scheibe, auf der die Position von Sonnenflecken relativ zum Äquator und Zentralmeridian eingetragen wird

Bei Stonyhurst-Koordinaten, benannt nach dem Stonyhurst College in London, richten sich die Längenangaben nach dem Zentralmeridian der Sonnenscheibe, sie sind relativ zum Beobachter fix. Ein solares Phänomen, das mit der Sonne rotiert, hat in diesem System einen zunehmenden Längengrad.
Um die Stonyhurst-Koordinaten eines auf der Sonnenscheibe beobachteten Phänomens zu ermitteln, muss man die Neigung der Sonnen-Rotationsachse zur Ekliptik berücksichtigen. Die Achse ist um den Positionswinkel P0 seitwärts und um B0 zum Beobachter geneigt; P0 schwankt zwischen ±26,3°, B0 zwischen ±7,25°. Sogenannte Stonyhurst-Scheiben sind Gradnetze für verschiedene Werte von P0 und B0. Über die Sonnenscheibe gelegt, lassen sich von ihnen Koordinaten eines auf der Scheibe sichtbaren Phänomens ablesen.
Bei der Umrechnung von Stonyhurst- in Carrington-Koordinaten bleibt die Breite gleich, die Länge muss anhand des vom Beobachtungszeitpunkt abhängigen Abstands zwischen Null- und Zentralmeridian umgerechnet werden.

## Differentielle Rotation und Positionsbestimmung
Die Rotation der Sonne auf dem Äquator ist etwas schneller ist als in höheren heliografischen Breiten, es handelt sich um eine differentielle Rotation. Die siderische Rotationsdauer beträgt
- am Äquator: 25,03 Tage (synodisch, d. h. von der ebenfalls rotierenden Erde aus gesehen, 26,9 Tage)
- in Polnähe: 30,875 Tage (synodisch 33,708 Tage, etwa 20 Prozent langsamer)[5]
- im Mittel, entsprechend ±16° Breite: 25,38 Tage (synodisch 27,2753 Tage).[2]

Für eine Rotation des Nullmeridians wird mit dem mittleren Wert von 25,38 Tagen gerechnet. Dementsprechend stimmen etwa alle 27,2753 Tage Null- und Zentralmeridian überein.
Wegen der differentiellen Rotation werden solare Phänomene, die gegenüber der Mitte der Photosphäre unbewegt sind und nicht auf ±16° Breite liegen, nach einer Rotation nicht mehr genau auf dem Nullmeridian liegen: näher am Äquator werden sie voraus sein, liegen sie hingegen näher an den Polen, werden sie nachlaufen.

## Kugelgestalt der Sonne
Eine zweite Besonderheit der heliografischen gegenüber den geografischen Koordinaten liegt im Unterschied zwischen der Sonnen- und der Erdfigur. Letztere ist annähernd ein Ellipsoid, während die Sonne fast genau eine Kugel darstellt. Weil eine Abplattung der Sonne messtechnisch kaum nachweisbar ist, sind ellipsoidische Koordinaten nicht erforderlich. Daher muss auch nicht zwischen ellipsoidische Breite und (geo)zentrische Breite unterschieden werden, sondern eine auf die mittlere Sonnenkugel bezogene Breite reicht als Koordinatenangabe aus.
Die seit langem gesuchte Abplattung der Sonne ist sehr gering und konnte erst vor einigen Jahrzehnten annähernd bestimmt werden. Hauptproblem dabei sind die thermischen Einflüsse bei Tagbeobachtungen.

## Positionen solarer Erscheinungen
Angaben zu den heliografischen Koordinaten der scheinbaren Sonnenmitte finden sich in jedem ausführlicheren Astronomischen Jahrbuch, insbesondere in den Astronomical Ephemeris. Sie sind unter anderem zur genauen Einmessung von Sonnenflecken, Flares und anderen Erscheinungen in der Photo- und Chromosphäre der Sonne erforderlich. Die heliografische Position von Sonnenflecken gibt – über Rotationsanalysen hinaus – weitere Hinweise zur Astrophysik des Sonneninneren und seiner Konvektionsvorgänge. Die gegenseitigen heliografischen Ortsverschiebungen der Sonnenflecken gaben zu Beginn des 19. Jahrhunderts die ersten Hinweise auf eine differentielle Sonnenrotation (die zugehörigen Rotationsgesetze entwickelten der Engländer Richard Christopher Carrington und der Deutsche Gustav Spörer fast gleichzeitig), was bald auch zum Forschungsthema der Gasdynamik wurde. Spörers Gesetz beschreibt einen Zusammenhang zwischen dem Verlauf des Sonnenfleckenzyklus und der mittleren heliografischen Breite der Flecken – siehe auch Schmetterlingsdiagramm.